# Cup's
Cup's（カップス）は双子のバンドマン。

## 概要
共に物事ついた時から両親の影響により、洋楽を聞いて育ち、兄弟で音楽活動をしていた。アマチュアバンド時代は4人編成で活動したが、ビーイング加入に伴い、双子のロックンロールバンドとなった。1994年にシングル「愛しているのにBye Bye Love」でメジャーデビュー。シングル1枚とアルバム2枚を出している。

## メンバー
- 内田幸宏（兄） - ボーカル
- 内田宜宏（弟） - ギター、コーラス
  - 共に、7月11日生まれ、秋田県横手市出身。

## ディスコグラフィー

### シングル
1. 愛しているのに Bye Bye Love（1994年3月1日）

### アルバム
1. STREET PANIC（1994年8月21日）
2. 向日葵（1996年8月21日）

## タイアップ
| 使用年 | 曲名                        | タイアップ                                  |
| ------ | --------------------------- | ------------------------------------------- |
| 1994年 | 愛しているのに Bye Bye Love | TBS系ドラマ『3丁目9番地』オープニングテーマ |